# Borneo-Langzungenflughund

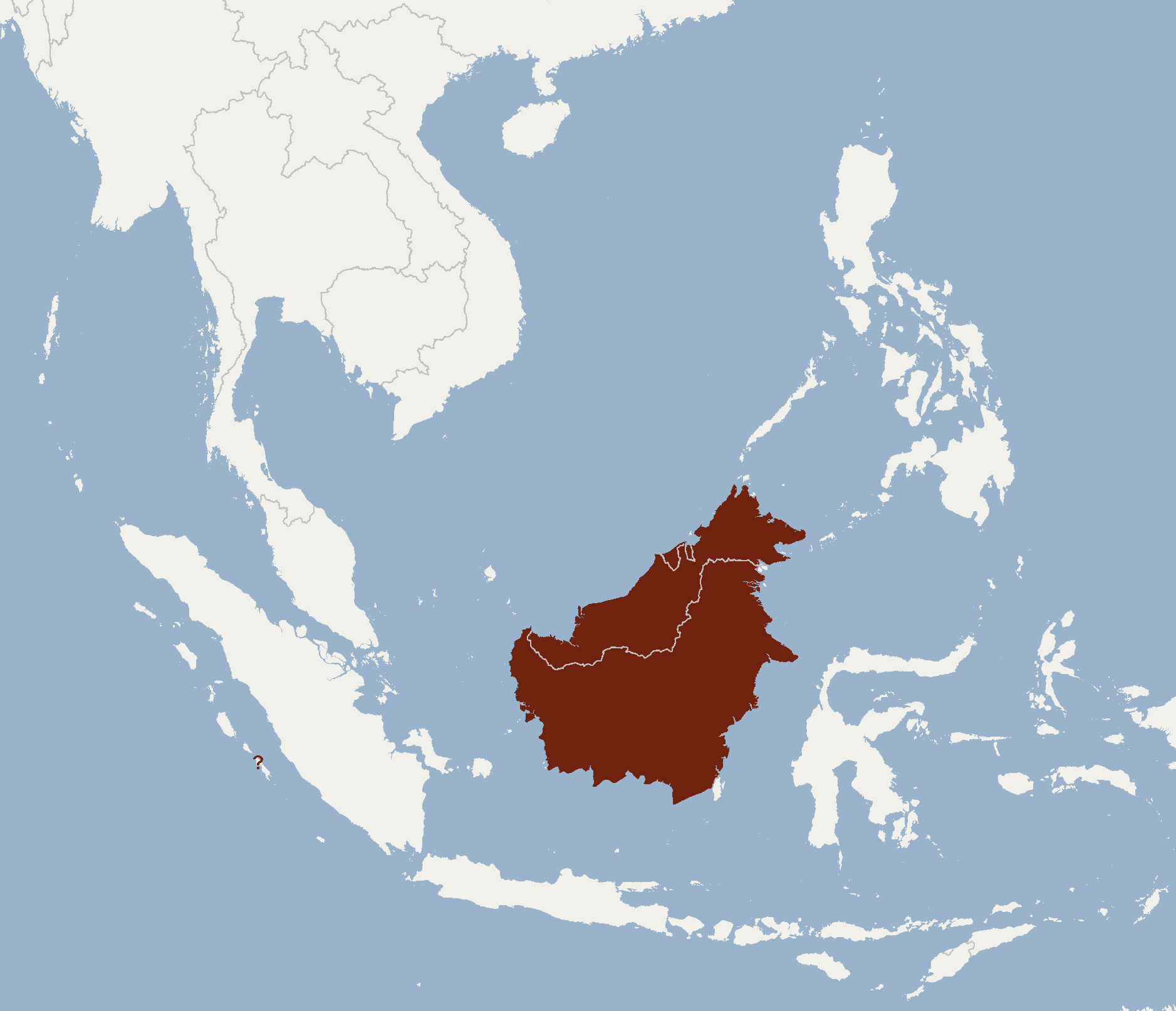
Verbreitungsgebiet des Borneo-Langzungenflughunds

Der Borneo-Langzungenflughund (Eonycteris major) ist eine Art in der Familie der Flughunde, die endemisch auf Borneo vorkommt. Auf den Mentawai-Inseln gefundene ähnliche Flughunde sind vermutlich große Exemplare des Kleinen Langzungenflughundes.

## Merkmale
Mit einer Kopf-Rumpf-Länge von 124 bis 130 mm, einer Schwanzlänge von 18 bis 27 mm, einer Unterarmlänge von 61 bis 85 mm und einem Gewicht von 91 bis 98 g ist die Art der größte Vertreter der Gattung Höhlen-Langzungenflughunde. Sie hat etwa 20 mm lange Ohren und zirka 15 mm lange Hinterfüße. Allgemein sind Männchen etwas größer als Weibchen. Verglichen mit dem Kleinen Langzungenflughund hat die Art eine längere Schnauze. Das schwarzbraune Fell ist auf der Bauchseite etwas heller. Der Kopf ist durch dunkelbraune, an den Spitzen abgerundete Ohren und durch große Augen mit einer rotbraunen Regenbogenhaut gekennzeichnet. Der Borneo-Langzungenflughund hat schwarzbraune Flughäute. Eine Kralle am zweiten Finger sowie doppelte Analdrüsen sind nicht vorhanden. Im Gebiss sind die oberen Schneidezähne klein und dreieckig. Die Art besitzt große obere und kleine untere Eckzähne, wobei letztere nach vorn gebogen sind.

## Verbreitung
Der Borneo-Langzungenflughund kommt vermutlich auf der gesamten Insel vor. Er lebt im Flachland und im Gebirge bis 1100 Meter Höhe. Die Art hält sich im Tiefland in Wäldern mit Flügelfruchtgewächsen sowie in Bergwäldern auf. Sie besucht gelegentlich Plantagen mit Bananen, Durianbäumen oder Ölpalmen.

## Lebensweise
Die nachtaktiven Tiere ruhen am Tage in Kalksteinhöhlen oder gelegentlich in Baumhöhlen. Sie teilen sich ihre Schlafplätze mit dem Kleinen Langzungenflughund und Geoffroys Flughund. Der Flug findet vermutlich in Höhe der Baumkronen statt. Der Borneo-Langzungenflughund ernährt sich von Nektar und Pollen verschiedener Pflanzen. Am Schwanz eines Exemplars befanden sich mehrere Ohrwürmer, die sich vermutlich von Parasiten des Flughundes ernährten. Zum Fortpflanzungsverhalten liegen keine Angaben vor.

## Bedrohung
Der Bestand der Art ist durch mehrere Faktoren gefährdet. Kalksteinabbau im Umfeld der Höhlen und Sammler von Guano stören die Tiere an ihren Ruheplätzen. Die Umwandlung des Waldes zu Ölpalmenplantagen verringern den Zugang zu Nahrungsquellen. Einige Exemplare fallen der Jagd für den lokalen Fleischmarkt zum Opfer. Die IUCN schätzt, dass die Gesamtpopulation in den 13 Jahren (3 Generationen) vor 2013 mit 25 bis 29 Prozent sank. Der Borneo-Langzungenflughund wird deshalb als „potenziell gefährdet“ (Near Threatened) gelistet.